# Marquesado de Sobremonte

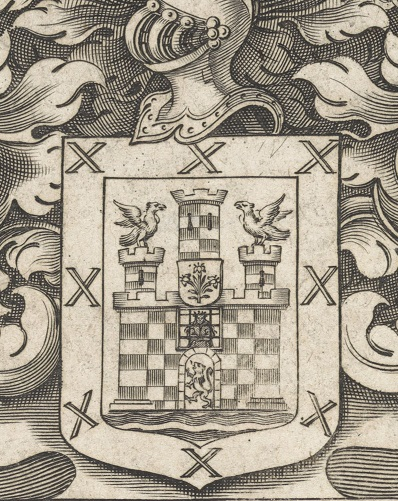
Escudo de la familia Bravo de Sobremonte, marqueses de Sobremonte desde 1761.

El marquesado de Sobremonte es un título nobiliario español creado el 9 de marzo de 1761 por el rey Carlos III de España, con el vizcondado previo del Valle, a favor de José Antonio Bravo de Sobremonte y Castillo, caballero de la Orden de Santiago, oidor de la Real Audiencia de Sevilla y gobernador de Cartagena de Indias.
José Antonio Bravo de Sobremonte pertenecía a una familia de hidalgos establecida en Aguilar de Campoo, aunque originaria del cercano valle de Valderredible. La casa solar de esta rama montañesa de los Bravo se encuentra en el pequeño pueblo de San Cristóbal del Monte, antiguamente denominado San Cristóbal de Sobremonte. En el siglo XVII algunos miembros del linaje adoptaron el apellido Bravo de Sobremonte, que más tarde quedó reducido simplemente a de Sobremonte.
A la muerte sin descendencia del I marqués, le sucedió en el título su hermano Raimundo de Sobremonte y Castillo, II marqués de Sobremonte, también oidor de la Real Audiencia de Sevilla y teniente de asistente de la ciudad.
El III marqués, Rafael de Sobremonte y Núñez, hijo del anterior, será el titular más conocido debido a que ocupó el cargo de virrey del Río de la Plata entre 1804 y 1807.
Posteriormente el título quedó vacante hasta que fue rehabilitado por Alfonso XIII de España en 1929 en favor de Lorenzo de León y Ruiz, tataranieto de Juana María de Sobremonte, una de las hijas del virrey. El actual marqués de Sobremonte es su hijo, Diego de León y Echevarría.

## Denominación
Su nombre hace referencia al apellido familiar y primer apellido del primer titular. El del vizcondado previo alude al valle de Valderredible, aunque de manera simbólica, como lugar de origen del linaje, no como jurisdicción señorial del concesionario.

## Marqueses de Sobremonte
|                                 | Titular                                     | Periodo                 |
| Creación por Carlos III         | Creación por Carlos III                     | Creación por Carlos III |
| ------------------------------- | ------------------------------------------- | ----------------------- |
| I                               | José Antonio Bravo de Sobremonte y Castillo | 1761-1770               |
| II                              | Raimundo de Sobremonte y Castillo           | 1770-?                  |
| III                             | Rafael de Sobremonte y Núñez                | ?-1827                  |
| Rehabilitación por Alfonso XIII |                                             |                         |
| IV                              | Lorenzo de León y Ruiz                      | 1929-1957               |
| V                               | Diego de León y Echevarría                  | 1959-actual titular     |

## Historia de los marqueses de Sobremonte
- José Antonio Bravo de Sobremonte y Castillo (1704-1770), I marqués de Sobremonte.

Le sucedió, en 1770, su hermano:
- Raimundo de Sobremonte y Castillo, II marqués de Sobremonte.

Casó con María de los Ángeles Núñez de Angulo y Ramírez de Arellano. Le sucedió su hijo:
- Rafael de Sobremonte y Núñez (Sevilla, 27 de noviembre de 1745-Cádiz, 14 de enero de 1827), III marqués de Sobremonte.

Casó en primeras nupcias en Buenos Aires el 25 de abril de 1782 con Juana María de Larrazábal y la Quintana (Buenos Aires, 15 de julio de 1763-Río de Janeiro, 21 de mayo de 1817), hija de Marcos José de Larrazábal y Avellaneda y de su esposa Josefa Leocadia de la Quintana y Riglos, con amplia descendencia, y casó en segundas nupcias en 1820 con María Teresa Millán y Marlos, viuda de Baltasar Hidalgo de Cisneros, virrey de Buenos Aires, sin sucesión.
Rehabilitado en 1929 por:
- Lorenzo de León y Ruiz (m. 1957), IV marqués de Sobremonte.

Casó con María de las Mercedes Echevarría y Arancibia. Le sucedió, en 1959, su hijo:
- Diego de León y Echevarría, V marqués de Sobremonte.